# Assassinato de Arthur Ramos Nascimento
O assassinato de Arthur Ramos Nascimento, uma criança de 2 anos de idade, aconteceu em fevereiro de 2025, em Tabira, Pernambuco, Brasil. Após a prisão de um casal de suspeitos, o homem foi linchado pela população local.

## Crime
Arthur Ramos Nascimento foi encontrado morto no dia 16 de fevereiro de 2025, após apresentar sinais evidentes de violência física. O corpo do menino foi localizado na residência em que ele estava sob os cuidados de um casal, que, segundo a mãe de Arthur, tinha sido responsável por cuidar da criança enquanto ela estava fora trabalhando. A mãe do menino, Geovana Ramos, afirmou em entrevista que, embora tivesse deixado o filho sob os cuidados de Giselda da Silva Andrade e Antônio Lopes, confiava plenamente no casal e não imaginava que algo tão trágico pudesse acontecer.

## Investigação, prisões e linchamento
Após o homicídio de Arthur, a Polícia Civil de Pernambuco iniciou uma investigação para esclarecer os responsáveis pela morte da criança. Em 18 de fevereiro, dois suspeitos, Giselda da Silva Andrade e Antônio Lopes Severo, foram detidos na zona rural de Carnaíba, cidade vizinha a Tabira, após um intenso trabalho de rastreamento realizado pela polícia.
Antônio Lopes, entretanto, foi linchado por uma multidão enfurecida antes que pudesse ser levado para a prisão, falecendo posteriormente no hospital devido aos ferimentos. Giselda foi detida e levada a uma audiência de custódia. De acordo com informações da polícia, ambos os suspeitos teriam envolvimento direto no assassinato de Arthur, e a investigação seguia em andamento, com a delegada Joedna Soares à frente do caso.